# Luigi Milani
Pour les articles homonymes, voir Milani.
Pas d'image ? Cliquez ici

a Compétitions nationales et continentales officielles uniquement.

Dernière mise à jour le 3 juin 2020.
 Luigi Milani  est un joueur italien de rugby à XV, né le 28 novembre 1984 à L'Aquila (Italie).

## Biographie
Luigi Milani est pilier et mesure 1,85 m pour 110 kg. 
Il fait partie d'un groupe large de 40 à 60 joueurs susceptibles d'intégrer l'équipe d'Italie.
Il a été convoqué par Pierre Berbizier en stage. Il n'a pas connu de cape officielle, il a juste honoré sa première cape pour l'Italie A le 18 juin 2006 contre le Portugal pour un match nul 26-26 à Lisbonne.
Il a été formé à L'Aquila. Il a connu les sélections internationales de jeunes (-19, -21). 
Après une saison avec le Conad en 2005-2006, il évoluera au plus haut niveau en 2006-2007 avec l'Arix Viadana.

## Clubs successifs
- L'Aquila  Italie 2005-2006
- Arix Viadana  Italie 2006-2010
- Aironi Rugby  Italie 2010-dec 2010
- Rugby Rovigo  Italie jan 2011-2011
- Crociati RFC  Italie 2011-2012
- L'Aquila  Italie 2012-2015
- Petrarca Padoue  Italie 2015-2016
- Rugby Calvisano  Italie 2016-2017